# Dryopetalon
Dryopetalon là chi thực vật có hoa trong họ Cải.